# Френк Грило
Френк Ентони Грило (енгл. Frank Anthony Grillo; Њујорк, 8. јун 1965) амерички је глумац познат по улогама у филмовима као што је Warrior (2011), Сивило (2011), End of Watch (2012) и Zero Dark Thirty (2012). Прву главну улогу имао је у акционом хорор филму The Purge: Anarchy (2014), где је играо наредника Леа Барнса; ову улогу је репризирао у остварењу The Purge: Election Year (2016). Такође игра Марвеловог суперзлоћка у Marvel Cinematic Universe делу — Брока Рамлоуа / Кросбоунса, те Биг Дедија у кинеском акционом филму Wolf Warrior 2 (2017) који представља нехоливудски филм с највећом зарадом икада.
Исто тако, у 2017. је играо главну улогу у Нетфликсовом филму Wheelman — као возач за бекство након пропале пљачке банке.
Грилов рад на телевизији укључује повратне улоге у серијама Battery Park (2000), For the People (2002—2003), The Shield (2002—2003), Бекство из затвора (2005—2006), Blind Justice (2005) и The Kill Point (2007). Био је Харт Џесап у сапуници Guiding Light (1996—1999), Ник Монохан у научнофантастичној серији The Gates (2010), те између 2014. и 2017. Алви Кулина у DirecTV драмској серији Kingdom.

## Детињство и младост
Грило је рођен у граду Њујорку као најстарије од троје деце; има италијанских (калабријских) корена. Дипломирао је на Универзитету у Њујорку на одељењу за менаџмент, те провео годину на Волстриту пре него што је добио понуду да уради рекламу за пиво — Miller Genuine Draft.

## Каријера

### Филм
Грило је глумачку каријеру почео појављивањем у рекламама, за компаније као што је Американ експрес и за дезодоранс Sure. Прву филмску улогу имао је у остварењу The Mambo Kings (1992), после чега се појавио у филмовима Minority Report (2002), April's Shower (2006), те iMurders и  Pride and Glory Њу лајн синеме (2008).
Грило је био у хорор филму из 2010. године, Mother's Day, у улози Данијела Сохапија; наредне године је играо споредну улогу у филму из 2011. године, Warrior, као MMA тренер Френк Кампана. Године 2012, играо је Дијаза у трилеру преживљавања The Grey (са Лијамом Нисоном) и Серџа у делу End of Watch (са Џејком Гиленхалом). Године 2013, наступио је са Џејмијем Александером у романтичном трилеру Collision, а имао је и нешто улоге у акционом филму Homefront са Џејсоном Стејтамом.
Године 2014, Грило је играо HYDRA-иног агента Брока Рамлоуа (Кросбоунс) у филму Captain America: The Winter Soldier из 2014. године. Исте године, глумио је наредника Леа Барнса у наставку дела The Purge: Anarchy, а улогу је репризирао у делу The Purge: Election Year из 2016. године. Исто тако је репризирао улогу Брока Рамлоуа (Кросбоунс) у трећем наставку филмске серије Капетан Америка, Грађански рат, који је изашао 6. маја 2016. године.
У октобру 2013, Грило је почео са снимањем филма The Crash, где је играо с глумцима као што су Мини Драјвер (номинована за Оскар), Ед Вествик, Анасофија Роб, Дајана Агрон, Џон Легвизамо, Мери Макормак, Кристофер Макдоналд и Меги Кју. Филм је режирао Арам Рапапорт, а продуценти су Хилари Шор, Атит Шах и Арон Бекер. Jekyll Island је изашао 31. јануара 2017. године.
Године 2015, Грило је глумио у филмовима Demonic и Big Sky. Још један филм у којем глуми, Beyond Skyline, првобитно је требало да изађе 2015. а на крају је објављен на Нетфликсу децембра 2017. године.

### Телевизија
Грило се први пут на телевизији појавио у епизодама серије Silk Stalkings (1993), те Poltergeist: The Legacy (1996) пре него што је добио улогу нафтног тајкуна Харта Џесапа у сапуници Guiding Light (1996—1999). Године 2002, добио је улогу у серији For the People, као детектив Џеј-Си Хантер; овај лик је играо до 2003. године. Једна од значајнијих телевизијских улога била му је у криминалистичкој драми Бекство из затвора, где је играо Ника Саврина од 2005. до 2006. године. Током овог периода, појавио се и у ТВ серији Blind Justice као Марти Русо.
Био је у првој и јединој сезони дела The Kill Point године 2007, а играо је улогу Џимија у епизоди серије CSI: NY (The Things About Heroes) која је приказана новембра 2007. године. Године 2010, појавио се у научнофантастичној серији The Gates уз Марисол Николс и Рону Митру. Серија је трајала само једну сезону.
Између 2014. и 2017. године, Грило је глумио у DirecTV драмској серији Kingdom као MMA тренер Алви Кулина — глумећи поред Ника Џонаса и Џонатана Такера.

## Приватни живот
Своју прву супругу Кети оженио је 1991, али су се развели 1998. године. Имају сина; име му је Реми (рођ. јануара 1997). Грило је упознао колегиницу, глумицу Венди Мониз, 1996. године на сету дела Guiding Light; у блиској су вези од 1998, а венчали су се 28. октобра 2000. године. Пар има два сина: Лијам (рођ. августа 2004) и Рио (рођ. јануара 2008).
Френк Грило је осуђеник. Након сарадње с Федералном владом САД године 1994, проглашен је кривим и осуђен према ставу 18 U.S.C. § 371 за заверу да почини превару са осигурањем. Дана 20. децембра 1996. године, суд га је осудио на три године условно, шест месеци кућног притвора и 200 сати друштвено корисног рада; такође му је наређено да плати казну од 25.000 долара и додатно посебних 50 долара одштете.

## Филмографија

### Филм
| Год. | Наслов                            | Улога                   | Напомене         |
| ---- | --------------------------------- | ----------------------- | ---------------- |
| 1992 | The Mambo Kings                   | Макито                  |                  |
| 1993 | Deadly Rivals                     | Гроган                  |                  |
| 1996 | Deadly Charades                   | Винс Карлучи            |                  |
| 2002 | Simplicity                        | генерал                 | кратки филм      |
| 2002 | Minority Report                   | полицајац               |                  |
| 2003 | The Sweetest Thing                | Енди                    |                  |
| 2004 | Hunter: Return to Justice         | Теренс Џилет            |                  |
| 2005 | Hunter: Back in Force             | Теренс Џилет            |                  |
| 2006 | April's Shower                    | Роко                    |                  |
| 2006 | Hollis & Rae                      | Хенри Калавеј           |                  |
| 2007 | Raw Footage                       | Бен Чафин               | кратки филм      |
| 2008 | The Madness of Jane               | Оливер Корнблут         |                  |
| 2008 | Blue Blood                        | Квари                   |                  |
| 2008 | iMurders                          | Џо Романо               |                  |
| 2009 | Pride and Glory                   | Еди Карбон              |                  |
| 2009 | Blue Eyes                         | Боб Естевез             |                  |
| 2010 | Edge of Darkness                  | агент                   |                  |
| 2010 | Mother's Day                      | Данијел Сохапи          |                  |
| 2010 | My Soul to Take                   | Патерсон                |                  |
| 2011 | Warrior                           | Френк Кампана           |                  |
| 2011 | Сивило                            | Џон Дијаз               |                  |
| 2012 | Lay the Favorite                  | Франки                  |                  |
| 2012 | End of Watch                      | Серџ                    |                  |
| 2012 | Zero Dark Thirty                  | командир                |                  |
| 2013 | Disconnect                        | Мајк                    |                  |
| 2013 | Collision                         | Скот Долан              |                  |
| 2013 | Mary and Martha                   | Питер                   |                  |
| 2013 | Homefront                         | Сајрус Хенкс            |                  |
| 2014 | Капетан Америка: Зимски војник    | Брок Рамлоу             |                  |
| 2014 | Прочишћење 2: Анархија            | Лео Барнс               |                  |
| 2015 | Demonic                           | Марк Луис               |                  |
| 2015 | Big Sky                           | Џеси                    |                  |
| 2016 | Капетан Америка: Грађански рат    | Брок Рамлоу / Кросбоунс |                  |
| 2016 | Прочишћење 3: Изборна година      | Лео Барнс               |                  |
| 2017 | The Crash                         | Гај Клифтон             |                  |
| 2017 | Stephanie                         | отац Стефани            |                  |
| 2017 | Wolf Warrior 2                    | Биг Деди                |                  |
| 2017 | Wheelman                          | возач                   | такође продуцент |
| 2017 | Beyond Skyline                    | Марк                    |                  |
| 2018 | Reprisal                          | Џејкоб                  |                  |
| 2018 | Donnybrook                        | Чејнсоу Ангус           |                  |
| 2019 | Осветници: Крај игре              | Брок Рамлоу             | камео            |
| 2019 | Point Blank                       | Ејб                     | такође продуцент |
| 2021 | Boss Level                        | Рој Пулвер              |                  |
| 2021 | Телохранитељ мафијашеве жене      | Боби О'Нил              |                  |
| TBA  | Once Upon a Time in Staten Island |                         |                  |

### Телевизија
| Год.      | Наслов                            | Улога                     | Напомене                           |
| --------- | --------------------------------- | ------------------------- | ---------------------------------- |
| 1993      | Silk Stalkings                    | Франко Лапума             | епизода: Ladies Night Out          |
| 1996      | Poltergeist: The Legacy           | Џери Тејт                 | епизода: Ghost in the Road         |
| 1996—1999 | Guiding Light                     | Харт Џесап                | 74 епизоде                         |
| 1999      | Wasteland                         | Клиф Добс                 | 3 епизоде                          |
| 2000      | Battery Park                      | Ентони Стиглијано         | 7 епизоде                          |
| 2002      | Law & Order: Special Victims Unit | Френк Барбароса           | епизода: Deception                 |
| 2002—2003 | For the People                    | детектив Џеј-Си Хантер    | 18 епизоде                         |
| 2002–2003 | The Shield                        | полицајац Пол Џексон      | 4 епизоде                          |
| 2003      | Karen Sisco                       | Гарисон Кик               | епизода: Nostalgia                 |
| 2004      | The District                      | Винс Димеки               | епизода: Breath of Life            |
| 2005—2006 | Бекство из затвора                | Ник Саврин                | 18 епизода                         |
| 2005      | Blind Justice                     | Марти Русо                | 13 епизода                         |
| 2006      | CSI: Crime Scene Investigation    | Гари Синклер              | епизода: Happenstance              |
| 2007      | Without a Trace                   | Нил Ролингс               | епизода: Tail Spin                 |
| 2007      | Las Vegas                         | Џереми Шапиро             | епизода: The Burning Bedouin       |
| 2007      | The Kill Point                    | Алберт Роман / Мистер Пиг | 8 епизода                          |
| 2007      | CSI: NY                           | Џими Дејвис               | епизода: The Thing About Heroes... |
| 2009      | Law & Order: Special Victims Unit | Марк Ван Курен            | епизода: Transitions               |
| 2010      | The Gates                         | Ник Монохан               | 13 епизода                         |
| 2011      | Breakout Kings                    | агент Столц               | епизода: Queen of Hearts           |
| 2014—2017 | Kingdom                           | Алви Кулина               | 40 епизода                         |
| 2018      | FightWorld                        | водитељ                   | путнички документарац              |
| 2021—2023 | Шта ако...?                       | Брок Рамлоу               | глас                               |
| 2024—     | Монструми командоси               | Рик Флег Старији          | глас                               |
| 2025      | Миротворац                        | Рик Флег Старији          |                                    |